# Grabfeld (Turíngia)
Grabfeld é um município da Alemanha localizado no distrito de Schmalkalden-Meiningen, estado da Turíngia. Em janeiro de 2012, o antigo município de Bauerbach, e em janeiro de 2019 o antigo município de Wölfershausen, foram incorporados.